# Suzy Batkovic
Suzy Batkovic, née le 17 décembre 1980 à Newcastle (quartier de Lambton) en Nouvelle-Galles du Sud, est une joueuse australienne de basket-ball d'ascendance croate, évoluant au poste de pivot.

## Biographie
Après une carrière en Australie en WNBL couronnée de deux titres, elle rejoint le continent européen pour y disputer l'Euroligue, compétition dont elle est finaliste en 2003 avant de la remporter l'année suivante sous les couleurs de l'Union Sportive Valenciennes Olympic.
Draftée en 2003 par le Storm de Seattle, ce n'est qu'en 2005 qu'elle débute en WNBA, rejoignant au sein de cette équipe sa compatriote Lauren Jackson. Elle y dispute également la saison 2009. Malgré une seconde saison régulière assez faible, elle brille en play-offs (12,7 points et 53,8 % à 3 points).
Avec les Opals depuis 1999, elle remporte deux médailles d'or du championnat d'Océanie (2001, 2003), deux médailles d'argent aux JO de 2004 et 2008 et le bronze au Mondial 2002, mais ne dispute ni le Mondial 2006 ni le Mondial 2010.
A 37 ans, elle remporte pour la sixième fois le titre de meilleure joueuse de WNBL durant la saison 2017-2018 avec Townsville Fire. Quelques jours plus tard, elle s'engage avec le club français de  Lattes Montpellier. Pour sa première rencontre, elle se montre décisive pour assurer une victoire sur Tarbes en double prolongation avec 40 points.

## Club
- 1996-1999 :  Australian Institute of Sport
- 1999-2001 :  Sydney Panthers
- 2001-2002 :  Townsville Fire
- 2005 :  Storm de Seattle (WNBA)
- 2009 :  Storm de Seattle (WNBA)
- 2009-2010 :  Sydney Uni Flames
- 2010-2011 :  Canberra Capitals
- 2011-2013 :  Adelaide Lightning
- 2013- :  Townsville Fire

### Europe
- 2002-2004 :  Union sportive Valenciennes Olympic
- 2004-2005 :  Ros Casares Valence
- 2005-2007 :  UMMC Iekaterinbourg
- 2007-2008 :  Taranto Cras Basket
- 2017- :  Lattes Montpellier

## Palmarès

### Club
- Vainqueur de l'Euroligue 2004
- finaliste de l'Euroligue 2003
- Championne de France 2003
- Finaliste du championnat de Russie 2006
- Finaliste de la Coupe de Russie 2006
- Champion de WNBL 1999, 2001

### Sélection nationale
- Basket-ball aux Jeux olympiques
  -  Médaille d'argent aux Jeux olympiques de 2004 à Athènes,  Grèce
  -  Médaille d'argent aux Jeux olympiques de 2008 à Pékin,  Chine
  -  Médaille de bronze des Jeux olympiques de 2012 à Londres,  Royaume-Uni[9]
- Championnat du monde de basket-ball féminin
  -  Médaille de bronze du Championnat du monde 2002 en Chine
- Championnat d'Océanie
  -  Médaille d'or en 2001
  -  Médaille d'or en 2003

### Distinctions personnelles
- Désignée meilleure joueuse de Women's National Basketball League en 2012[10]
- Meilleure cinq de la Women's National Basketball League en 2017[11]